# Брајтентал (Швабија)
Брајтентал (њем. Breitenthal) општина је у њемачкој савезној држави Баварска. Једно је од 34 општинска средишта округа Гинцбург. Према процјени из 2010. у општини је живјело 1.241 становника. Посједује регионалну шифру (AGS) 9774117.

## Географски и демографски подаци
Брајтентал се налази у савезној држави Баварска у округу Гинцбург. Општина се налази на надморској висини од 528 метара. Површина општине износи 13,3 km². У самом мјесту је, према процјени из 2010. године, живјело 1.241 становника. Просјечна густина становништва износи 94 становника/km².